# Richard Chaffey Baker

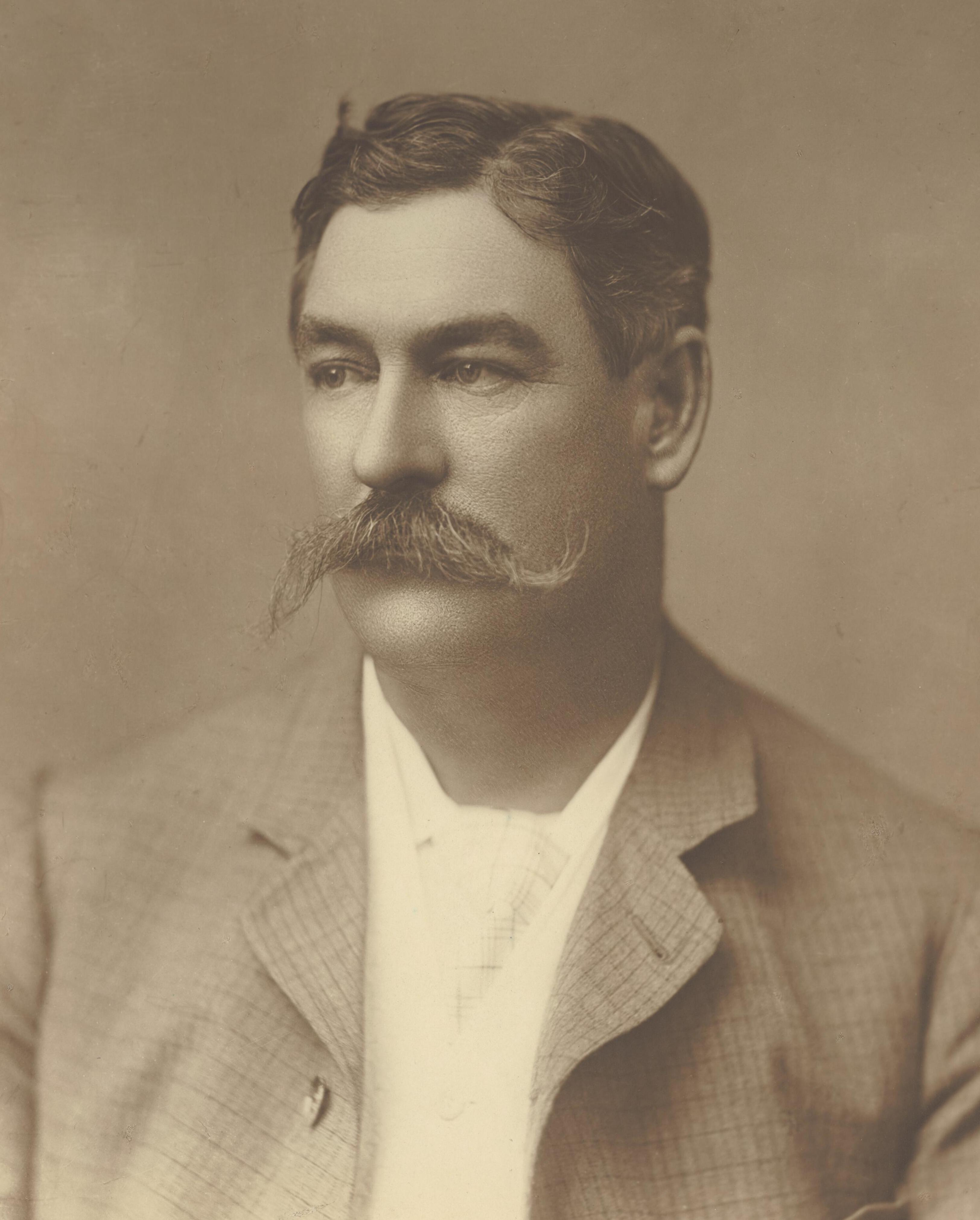
Sir Richard Baker

Hon. Sir Richard Chaffey Baker, KCMG, QC (* 22. Juni 1842 in North Adelaide, South Australia; † 18. März 1911 in Norton Summit, South Australia) war ein australischer Politiker der Free Trade Party, der unter anderem zwischen 1868 und 1871 erst Mitglied des South Australian House of Assembly, zwischen 1877 und 1901 Mitglied und von 1893 bis 1901 auch Präsident des South Australian Legislative Council war. Er war einer der Gründungsväter des Australischen Bundes am 1. Januar 1901 und fungierte zudem zwischen 1901 und 1906 als Bundessenator sowie zeitgleich als erster Präsident des Australischen Senats.

## Leben

### Rechtsanwalt, Abgeordneter und Präsident desSouth Australian Legislative Council
Richard Chaffey Baker war das älteste von zwölf Kindern des späteren Politikers John Baker (1813–1872), der unter anderem vom 21. August bis zum 1. September 1857 für zwölf Tage zweiter Premier der Kolonie South Australia war, und dessen Ehefrau Isabella Allan Baker. Eine seiner Schwestern war die Schriftstellerin, Philanthropin und Sozialreformerin Bessie Anstice Baker (1849–1914), die als erste Australierin 1902 mit der päpstlichen Medaille „Pro Ecclesia et Pontifice“ geehrt wurde. Er erhielt seine Schulbildung im Vereinigten Königreich am renommierten 1440 gegründeten Eton College und absolvierte daraufhin ein Studium der Rechtswissenschaften am Trinity College der University of Cambridge, welches er mit einem Bachelor of Arts (BA) beendete. Er erhielt 1864 seine anwaltliche Zulassung bei der Anwaltskammer (Inns of Court) von Lincoln’s Inn und kehrte bald darauf nach Südaustralien zurück, wo er eine Anwaltskanzlei mit Charles Fenn gründete sowie später mit William Barlow die Kanzlei Baker & Barlow betrieb. Daneben widmete er sich der pastoralen Naturweidewirtschaft und bekleidete Verwaltungsratsmandate in mehreren Agrar- und Bergbauunternehmen.
Am 7. April 1868 wurde Baker im Zwei-Personen-Wahlkreis Barossa erstmals zum Mitglied des South Australian House of Assembly gewählt, des Unterhauses des Parlaments von South Australia, und konnte sich bei der Wahl gegen den bisherigen Mandatsträger Walter Duffield durchsetzen. Er vertrat diesen Wahlkreis bis zu seiner eigenen Niederlage gegen John Howard Angas bei der Wahl am 13. Dezember 1871. Am 10. Mai 1870 wurde er in die dritte Regierung von Premier John Hart berufen und fungierte in dieser bis zum 21. Juli 1871 als Generalstaatsanwalt (Attorney-General).
Richard Chaffey Baker, der 1871 an der University of Cambridge auch einen Master of Arts (MA) erworben hatte, wurde am 4. April 1877 in dem The Province genannten damaligen Gesamt-Wahlkreis der Kolonie Südaustralien erstmals zum Mitglied des South Australian Legislative Council gewählt, des Oberhauses des Parlaments, und vertrat diesen zunächst bis zum 3. Mai 1885. In der zweiten Regierung von Premier John Colton bekleidete er zwischen dem 16. Juni 1884 und dem 16. Juni 1885 die Ämter als Justizminister (Minister of Justice) sowie als Bildungsminister (Minister of Education). Nach der Einführung von Wahlkreisen wurde er am 7. Mai 1885 im Wahlkreis Southern District als Mitglied des Legislativrates wiedergewählt und vertrat diesen Wahlkreis bis zu seinem Mandatsverzicht am 9. Mai 1901, wobei er sich zwischenzeitlich vom 1. August 1891 bis zum 18. Dezember 1893 der von ihm als unmittelbare Reaktion auf die wahrgenommene Bedrohung durch die Australian Labor Party gegründeten konservativen National Defence League (NDL) anschloss. Für seine Verdienste wurde er 1886 zum Companion des Order of St Michael and St George (CMG) ernannt und war 1891 Mitglied der National Australasian Convention in Sydney, die sich mit der Gründung eines Australischen Bundes befasste, wodurch er zu einem der Gründungsväter des Australischen Bundes gehört.
Am 18. Dezember 1893 wurde Baker als Nachfolger des früheren Premiers Henry Ayers schließlich selbst Präsident des South Australian Legislative Council und bekleidete das Amt des Präsidenten dieser Parlamentskammer ebenfalls bis zum 9. Mai 1901, woraufhin Lancelot Stirling ihn ablöste. Für seine Verdienste am 25. Mai 1895 als Knight Commander des Order of St Michael and St George (KCMG) nobilitiert, wodurch er fortan das Prädikat „Sir“ führte. Er war des Weiteren von 1897 bis 1898 Vorsitzender der Ausschüsse und Vizepräsident des Australasian Federal Convention, die sich ebenfalls mit der Gründung des Australischen Bundes befasste. Als leidenschaftlicher Föderalist, der mehrere Broschüren zu diesem Thema verfasste, war er in dieser Funktion mit der Ausarbeitung der Verfassung von Australien beauftragt. 1900 wurde er zum Kronanwalt (Queen’s Counsel) ernannt, wobei diese Ernennung etwas umstritten war, da seine Rechtspraxis darunter litt, dass er sich mehr der Politik widmete.

### Mitglied und erster Präsident des Australischen Senats

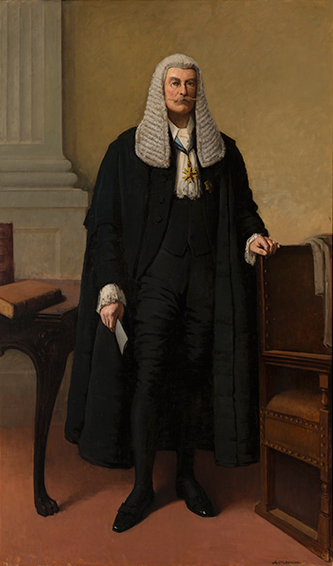
Sir Richard Chaffey Baker als Präsident des Australischen Senats (Gemälde von Alexander Colquhoun, 1914)

Nach der Gründung des Australischen Bundes am 1. Januar 1901 wurde Sir Richard Chaffey Baker bei der ersten Parlamentswahl am 29./30. März 1901 als Kandidat der Free Trade Party für den nunmehrigen Bundesstaat South Australia zum Mitglied des Australischen Senats gewählt, des Oberhauses des Australischen Parlaments, und gehörte diesem bis zu seinem Mandatsverzicht am 31. Dezember 1906 an, nachdem er aus gesundheitlichen Gründen auf eine erneute Kandidatur bei der Parlamentswahl am 12. Dezember 1906 verzichtet hatte.
Auf der konstituierenden Sitzung des Senats wurde Baker am 9. Mai 1901 zum ersten Senatspräsidenten gewählt und bekleidete auch dieses Amt bis zu seinem Ausscheiden aus dem Bundessenat am 31. Dezember 1906, woraufhin Albert Gould ihn ablöste. In seiner Funktion als Senatspräsident fungierte er zwischen dem 6. Juni 1901 und dem 12. Oktober 1906 auch als Vorsitzender des Ständigen Hauptausschusses (Senate Standing House Committee), des Ständigen Ausschusses für die Parlamentsbibliothek (Senate Standing Parliamentary Library Committee) und des Ständigen Geschäftsordnungsausschusses des Senats (Senate Standing Committee for Standing Orders).
Richard Chaffey Baker betrachtete den Senat als „den Dreh- und Angelpunkt der gesamten Bundesverfassung“ („the pivot on which the whole Federal Constitution revolves“). Zudem war er darauf bedacht, dass der Senat als „Notanker“ („the sheet anchor“) der kleineren Bundesstaaten fungierte, und plädierte daher für einen mächtigen Senat mit der gleichen Gesetzgebungsbefugnis wie das Repräsentantenhaus, des Unterhauses des Parlaments. Er spielte eine Schlüsselrolle bei der Entwicklung der Geschäftsordnung des Senats und entschied, dass diese nicht nur die Geschäftsordnung des Unterhauses nachahmen, sondern vielmehr die verfahrenstechnische Unabhängigkeit des Senats fördern sollte. Nachdem der Senat in der Zwischenzeit die Geschäftsordnung des South Australia House of Assembly genutzt hatte, verabschiedete er 1903 eine neue Geschäftsordnung, die vom Geschäftsordnungsausschuss unter seiner Führung ausgearbeitet wurde. Er war davon überzeugt, dass der Senat Regeln und Praktiken entwickeln sollte, die „an unsere eigenen Bedingungen angepasst sind“ („suited to our own conditions“), und entwickelte einen Weg, um im Senat einen Präzedenzfall zu schaffen. In Situationen, die nicht durch die bestehende Geschäftsordnung abgedeckt waren, sollte der Präsident Entscheidungen darüber treffen, welches Verfahren am besten anzuwenden sei. Damit schuf er einen Verfahrensrahmen für den Senat, der Flexibilität ermöglichte und die Unabhängigkeit des Senats wahrte. Diese Praxis wird bis heute fortgesetzt.
Nach seinem Ausscheiden aus dem Senat zog er sich auf sein Anwesen „Morialta“ zurück, wo er bis zu seinem Tod am 18. März 1911 blieb. Aus seiner 1887 geschlossenen Ehe mit Katherine Colley (1845–1908) gingen zwei Söhne und eine Tochter hervor.

## Veröffentlichungen
- The executive in a federation, CE Bristow, Adelaide 1897
- Federation, Scrymgour & Sons, Adelaide 1897

## Hintergrundliteratur
- T. A. Coghlan: Labour and Industry in Australia, Band 4, London 1918
- G. C. Morphett (Herausgeber): The Bakers of Morialta, Adelaide 1946
- Parliament of South Australia: Statistical Record of the Legislature 1836–2007 (Memento vom 11. März 2019 im Internet Archive)
- Gordon Desmond Combe: Responsible Government in South Australia, Band 1, Wakefield Press, 2009, ISBN 978-1-86254-843-5 (Onlineversion (Auszug))